# Neuapostolische Kirche Walldorf

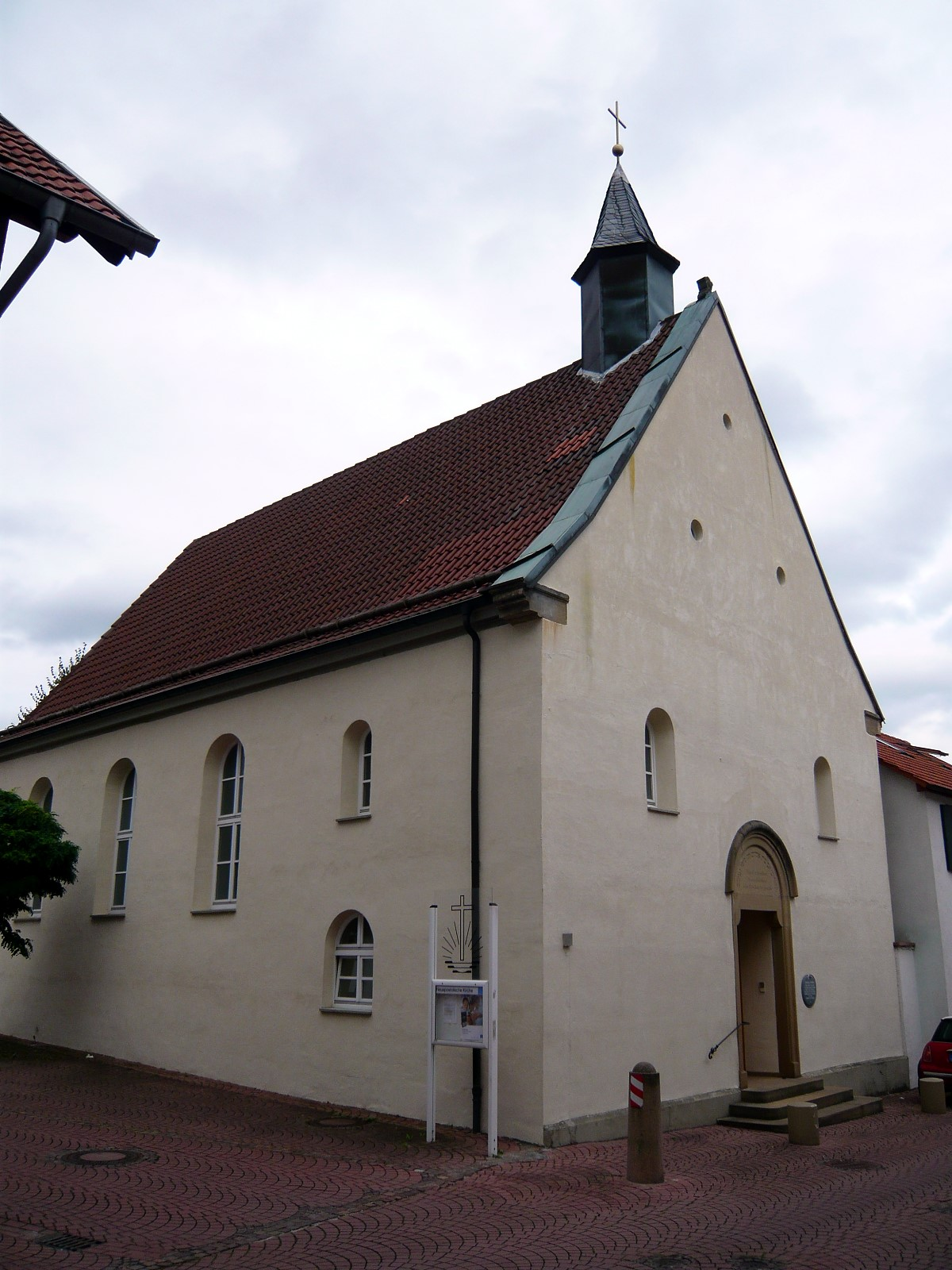
Ehemalige Synagoge in Walldorf, heute neuapostolische Kirche

Die Neuapostolische Kirche in der Synagogenstraße in Walldorf, einer Stadt im Rhein-Neckar-Kreis im nördlichen Baden-Württemberg, wurde als Kirche erbaut und 1861 zur Synagoge umgewidmet.

## Geschichte
Nachdem der reformierten Gemeinde ihre 1716 erbaute Kirche zu klein geworden war und sie eine neue Kirche bezogen hatte, verkaufte sie das alte Gebäude im Jahre 1861 an die jüdische Gemeinde Walldorf, die darin ihre Synagoge einrichtete und diese bis 1938 nutzte. SA-Männer demolierten sie beim Novemberpogrom in diesem Jahr.
Seit 1954 dient das Gebäude der Neuapostolischen Gemeinde als Gotteshaus.

## Portal
Bei der Renovierung im Jahr 2002 brachte man die originale Portalinschrift in hebräischer und deutscher Sprache wieder an: Dieses ist nichts anderes denn ein Gotteshaus und hier ist die Pforte des Himmels (1. Buch Mose 28, 17).